# 鸣冠雉属
鳴冠雉屬是雞形目凤冠雉科的一个属。本屬鳥類分布於南美洲地區，目前下屬5個物種。

## 命名與分類
該屬是由法國鳥類學家夏爾·呂西安·波拿巴於1856年建立的屬，其模式種依據重名的關係定為普通鳴冠雉。屬名即來自該物種的種小名，而該詞源於拉丁語，意思是「自己發出啁啾聲的」。

## 下属物种
本属包括以下物种：
- 普通鳴冠雉 Pipile pipile (Jacquin, 1784)
- 藍喉鳴冠雉 Pipile cumanensis (Jacquin, 1784)
- 白喉鸣冠雉 Pipile grayi (Pelzeln, 1870)
- 红喉鸣冠雉 Pipile cujubi (Pelzeln, 1858)
- 黑额鸣冠雉 Pipile jacutinga (Spix, 1825)

## 外部連結
- 维基共享资源上的相關多媒體資源：鸣冠雉属
- 維基物種上的相關：鸣冠雉属